# Empty Hands
Empty Hands è un film muto del 1924 diretto da Victor Fleming e interpretato da Jack Holt,  Norma Shearer, Charles Clary, Hazel Keener, Gertrude Olmstead. La sceneggiatura si basa sul romanzo omonimo di Arthur Stringer, pubblicato a Indianapolis nel 1924.
Prodotto dalla Famous Players-Lasky Corporation e distribuito dalla Paramount Pictures, il film uscì nelle sale il 17 agosto 1924.

## Trama
Una ricca ragazza viziata viene portata dal padre in Canada per allontanarla dall'ambiente in cui è abituata a vivere. Un giorno, mentre sta pescando in canoa, viene trascinata verso le rapide approdando infine in una zona selvaggia. Viene raggiunta da un impiegato del padre, un giovanotto che si improvvisa alla stregua di Robinson Crusoe per riuscire a sopravvivere nella valle disabitata, dove sono temporaneamente costretti a rimanere. Dopo varie avventure, i due - che finiscono per innamorarsi - sono tratti in salvo da Endicott e dalle squadre di soccorso. Claire è grata al padre per averla portata via dalla città e si mette a progettare una futura vita in quelle regioni con l'uomo che sarà suo marito.

## Produzione
Il film fu prodotto dalla Famous Players-Lasky Corporation.

## Distribuzione
Il copyright del film, richiesto dalla Famous Players-Lasky Corp., fu registrato il 26 agosto 1924 con il numero LP20522.
Distribuito dalla Paramount Pictures, il film uscì nelle sale cinematografiche degli Stati Uniti il 17 agosto 1924. In Germania, dove venne usato il titolo tedesco Verwöhnte junge Damen (o Im Strudel der Stromschnellen per l'Austria), uscì nel gennaio 1926, distribuito dall'UFA.
Non si conoscono copie ancora esistenti della pellicola che viene considerata presumibilmente perduta
.